# 477 Italia
477 Italia è un asteroide della fascia principale del diametro medio di circa 22,51 km. Scoperto nel 1901, presenta un'orbita caratterizzata da un semiasse maggiore pari a 2,4154354 UA e da un'eccentricità di 0,1883318, inclinata di 5,28817° rispetto all'eclittica.
Il suo nome è dedicato all'Italia, terra natale dello scopritore.